# Stanisław Culic

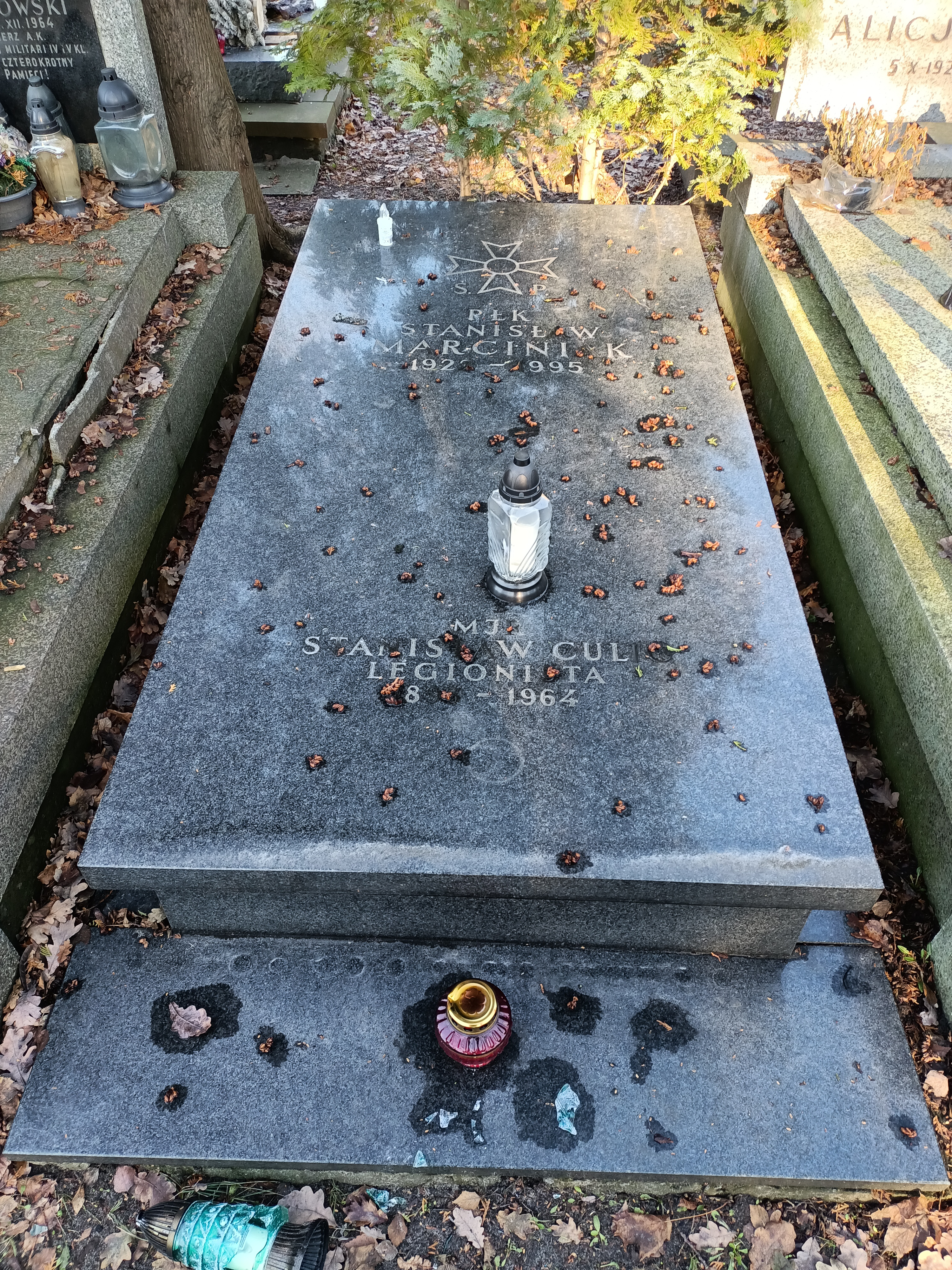
Grób Stanisława Culica na Cmentarzu Wojskowym na Powązkach

Stanisław Culic (ur. 29 października 1896 w Gródku, zm. 18 grudnia 1964 w Warszawie) – major piechoty Wojska Polskiego, działacz niepodległościowy, kawaler Orderu Virtuti Militari.

## Życiorys
Urodził się 29 października 1896 w Gródku, ówczesnym mieście powiatowym Królestwa Galicji i Lodomerii, w rodzinie Józefa i Franciszki z Marciniaków. Ukończył sześć klas szkoły powszechnej i pięć klas c. k. Gimnazjum w rodzinnym mieście.
Uczestnik wojny polsko-bolszewickiej w 1920. Był dowódcą kompanii w 11 pułku piechoty w Tarnowskich Górach. 1 czerwca 1921 roku pełnił służbę w IV Kieleckim batalionie etapowym, a jego oddziałem macierzystym był nadal 11 pułk piechoty. 3 maja 1922 roku został zweryfikowany w stopniu porucznika ze starszeństwem z dniem 1 czerwca 1919 roku i 1837. lokatą w korpusie oficerów piechoty.
W lipcu 1928 został przeniesiony do kadry oficerów piechoty z równoczesnym przeniesieniem służbowym do Szkoły Podchorążych Piechoty w Ostrowi Mazowieckiej na stanowisko oficera 1. kompanii podchorążych. W 1930 przeniesiony do 23 pułku piechoty we Włodzimierzu Wołyńskim. Na majora awansował ze starszeństwem z 1 stycznia 1936 i 73. lokatą w korpusie oficerów piechoty. W tym samym roku został przeniesiony do 68 pułku piechoty we Wrześni na stanowisko dowództwa I batalionu.
11 września 1939 obsadził Małachowice, które były celem hitlerowskiego ataku artyleryjskiego. Niestety zmuszony był wycofać się wraz ze swym oddziałem do Małachowic. Po tej akcji stracił dowództwo i został przeniesiony do dyspozycji sztabu 17 Wielkopolskiej Dywizji Piechoty. 17 września zebrał żołnierzy II i III bataliony 68 pp na przeprawie przez Bzurę. 19 września na północ od Palmir przejął dowództwo nad trzema niepełnymi batalionami żołnierzy. Wspierał bojowe działania Wielkopolskiej Brygady Kawalerii. 20 września jego jednostka została rozproszona. Działał w odosobnieniu dysponując pięcioma kompaniami. Podjął próbę przedarcia się do Warszawy. Jego wojsko zostało jednak otoczone i 23 września dostał się do niewoli niemieckiej. Przebywał w Oflagu XI B Brunszwik, a następnie w Oflagu II C Woldenberg. Zmarł 18 grudnia 1964 w Warszawie i został pochowany na Cmentarzu Wojskowym na Powązkach (kwatera B12-11-17).
We Wrześni Stanisława Culica upamiętnia ulica pomiędzy ul. gen. Tadeusza Kutrzeby a ul. Powstańców Wielkopolskich.

## Ordery i odznaczenia
- Krzyż Srebrny Orderu Wojskowego Virtuti Militari nr 7403 – 17 maja 1922[11][1][12]
- Krzyż Niepodległości – 6 czerwca 1931 „za pracę w dziele odzyskania niepodległości”[13]
- Krzyż Walecznych dwukrotnie[14][8]
- Medal Pamiątkowy za Wojnę 1918–1921[14]
- Medal Dziesięciolecia Odzyskanej Niepodległości[14]
- Odznaka za Rany i Kontuzje z trzema gwiazdkami[15]